# Манжина (Дамбовица)
Манжина (рум. Mânjina) насеље је у Румунији у округу Дамбовица у општини Воинешти. Oпштина се налази на надморској висини од 412 m.

## Становништво
Према подацима из 2011. године у насељу је живело 202 становника.